# Ray Daniel (cầu thủ bóng đá Anh)
Raymond Christopher Daniel (sinh ngày 10 tháng 12 năm 1964) là một cựu cầu thủ bóng đá người Anh.  Sinh ra ở Luton, ông bắt đầu sự nghiệp với câu lạc bộ quê nhà Luton Town và sau đó thi đấu cho Gillingham, Hull City, Cardiff City, Portsmouth, Notts County và Walsall.  Ông có hơn 250 lần ra sân ở Football League từ 1982 đến 1997. Ông giúp Portsmouth vào đến bán kết Cúp FA 1992, nhưng thất bại trong loạt sút luân lưu trước Liverpool.